# برایان گریفن

برایان گریفن

برایان گریفن (به انگلیسی: Brian Griffin) یک شخصیت خیالی در مجموعه پویانمایی مرد خانواده می‌باشد. ست مک‌فارلن به جای این شخصیت صحبت می‌کند.

## نقش در مرد خانواده
برایان (حیوان خانوادگی گریفن ها) یک سگ انسان نمای سفید رنگ است که قادر به سخن گفتن بوده و روی دو پای پشتی خود راه می‌رود. او فرزند کوکو (به انگلیسی: Coco) و بیسکویت (به انگلیسی: Biscuit)دو سگ عادی است با این همه از دوران تولگی خصوصیات انسان نمایی از خود نشان داده است.برایان استاد ادبیات و تحلیلگر سیاسی است و در کانال دیزنی هم مشغول به کار است در اغلب موارد منطقی تر از سایر کاراکترهای مرد خانواده عمل می‌کند. او یک آتئیست است. استفاده از الکل یکی دیگر از ویژگی‌های برایان گریفن است، او در چندین قسمت برای عدم استفاده از الکل تحت فشار قرار گرفته و عکس‌العمل‌های عصبی از خود نشان داده است. او یک نویسنده است که به عقیده استووی گریفن هیچ کس تمایل به خرید کتاب‌های او را ندارد. برایان یک بار در قسمت 6 فصل دوازدهم بعد از تصادف با یک اتومبیل کشته شد و سگی به اسم "وینی" جانشین او شد و حتی در تیتراژ هم جای برایان را گرفت اما پس از درخواست تماشاگران برایان در قسمت 8 همان فصل پس از پیدا شدن ماشین زمان استویی بار دیگر به فمیلی گای برگشت و جای خود را در تیتراژ از قسمت 9 پس گرفت. تقریبا تمام طرفداران پروپاقرص سریال Family Guy از این موضوع اطلاع دارند که ست مک‌فارلن از صدای معمول خودش برای شخصیت برایان استفاده می‌کند ولی برایان و مک‌فارلن بیش از تنها صدایشان با یکدیگر نقطه مشترک دارند. شخصیت برایان سعی می‌کند یک فرد منطقی در آن خانه دیوانه‌کننده باشد و مک‌فارلن هم سعی می‌کند نظرات و تفکرات خودش را ازطریق برایان بیان کند. او با اشاره به این موضوع گفته بود که نظرات برایان درباره هرچیزی که باشند همان نظرات شخصی او هستند؛ نظراتی درباره شخصیت‌های مهم سینما تلویزیون یا نظراتی درباره موضوعات سیاسی و اجتماعی. مک‌فارلن قصد دارد تا ازطریق شخصیت برایان خودش و تفکراتش را به مخاطبان نشان دهد.